# Don Airey
Donald Smith „Don“ Airey (* 21. Juni 1948 in Sunderland, England) ist ein englischer Rockmusiker. Seit März 2002 ist er Mitglied der Hard-Rock-Band Deep Purple, in der er den Keyboarder Jon Lord ersetzte.
In seiner langen Karriere – er arbeitete bereits an mehr als 200 Alben mit – spielte er zuvor mit Bands und Künstlern wie Colosseum II, Ozzy Osbourne, Judas Priest, Black Sabbath, Gary Moore, Brian May, Jethro Tull, Whitesnake, Divlje Jagode, Michael Schenker Group, Rainbow, Strawbs, Andrew Lloyd Webber, Olaf Lenk und vielen anderen.

## Biographie
Don Airey wurde am 21. Juni 1948 im nordostenglischen Sunderland geboren. Schon als Kind zeigte er Interesse an Musik und nahm klassischen Klavierunterricht. Mit 13 Jahren gründete er ein Jazz-Trio und spielte mit mehreren Bands aus Sunderland. Da er professioneller Musiker werden wollte, erwarb er einen Abschluss an der University of Nottingham sowie ein Diplom am Royal Northern College of Music.
1974 ging er nach London und schloss sich zunächst Cozy Powells Band Hammer an. Danach wirkte er auf zahlreichen Alben von Solokünstlern und der Colosseum-Nachfolgeband Colosseum II mit, bis er sich 1978 kurzfristig Black Sabbath anschloss und mit ihnen Never Say Die! aufnahm, das letzte Album der Ozzy-Osbourne-Ära. Im gleichen Jahr war er auf Gary Moores zweitem Soloalbum Back On The Streets zu hören und stieg bei Ritchie Blackmores Band Rainbow ein, mit der er die Alben Down to Earth und Difficult to Cure einspielte.
1980 wirkte er auf Osbournes Debüt-Soloalbum Blizzard of Ozz mit, auf dem er besonders mit einem Keyboard-Intro zu dem Stück Mr. Crowley in Erscheinung trat. Nachdem er Rainbow verlassen hatte, konzentrierte er sich für drei Jahre auf die Zusammenarbeit mit Osbourne, aus der die Alben Bark at the Moon und Speak of the Devil hervorgingen. Am 19. März 1982 war Airey der Hauptzeuge, als Randy Rhoads und Rachel Youngblood bei einem Flugzeugabsturz ums Leben kamen. Er selbst war Minuten zuvor mit dieser Maschine geflogen und sah das Unglück aus nächster Nähe. 1986 versuchte der ehemalige Emerson,-Lake-&-Palmer- und Asia-Schlagzeuger Carl Palmer, ein Trio mit Don Airey und dem kalifornischen Sänger, Bassisten und Gitarristen Robert Berry zusammenzustellen. Doch erste Bandproben verliefen unbefriedigend und die Band kam nicht zustande. 1987 schloss er sich Jethro Tull als Tourmusiker an. Diese Anstellung gab er auf, um das Soloalbum K2 aufzunehmen.
Bis 2001 hatte Airey sich mit einigen kurzfristigen Ausnahmen aus dem Musikgeschäft zurückgezogen. In diesem Jahr sprang er zunächst als Übergangslösung für den während einer Tournee gesundheitsbedingt ausgefallenen Jon Lord bei Deep Purple ein. Als sich dieser endgültig von der Band trennte, rückte Airey im März 2002 als fester Keyboarder nach. In dieser Besetzung entstanden die Alben Bananas und Rapture of the Deep, Now What?! sowie Infinite. 2006 wirkte Airey auf Gary Moores Album Old New Ballads Blues auf sämtlichen Tracks mit. 2008 ist sein zweites Soloalbum A light in the sky erschienen.
Im Jahr 2025 erschien sein sechstes Soloalbum Pushed To The Edge. Unterstützt wurde er hier durch den Gitarristen Simon McBride und Sänger Carl Sentance. Es wird als sein energiegeladenstes Soloalbum bewertet.
Airey lebt mit seiner Frau, mit der er drei Kinder hat, im Südwesten von Cambridgeshire in England.

## Diskografie (Auswahl)
- 1974: Cozy Powell: Na Na Na (Single)
- 1976: Babe Ruth: Kid's Stuff
- 1976: Colosseum II: Strange New Flesh
- 1977: Colosseum II: Electric Savage
- 1977: Colosseum II: War Dance
- 1977: Andrew Lloyd Webber: Variations
- 1978: Jim Rafferty: Don't Talk Back
- 1978: Strife: Back to Thunder
- 1978: Black Sabbath: Never Say Die!
- 1978: Gary Moore: Back on the Streets
- 1979: Rainbow: Down to Earth
- 1979: Cozy Powell: Over the Top
- 1980: Michael Schenker Group: The Michael Schenker Group
- 1980: Bernie Marsden: And About Time Too
- 1981: Ozzy Osbourne: Blizzard of Ozz
- 1981: Cozy Powell: Tilt
- 1981: Rainbow: Difficult to Cure
- 1982: Gary Moore: Corridors of Power
- 1982: Gary Moore: Rockin’ Every Night
- 1983: Ozzy Osbourne: Bark at the Moon
- 1983: Chris Thompson: Out of the Night
- 1984: Gary Moore: Dirty Fingers
- 1985: Alaska: The Pack
- 1985: Phenomena: Phenomena
- 1985: Gary Moore: Run for Cover
- 1986: Rainbow: Finyl Vinyl
- 1986: Zeno: Zeno[5]
- 1987: Thin Lizzy: Soldier of Fortune
- 1987: Whitesnake: Whitesnake
- 1987: Wild Strawberries: Wild Strawberries
- 1988: Fastway: Bad Bad Girls
- 1988: Jethro Tull: 20 Years of Jethro Tull
- 1989: Don Airey: K2: Tales of Triumph and Tragedy
- 1989: Gary Moore: After the War
- 1989: Whitesnake: Slip of the Tongue
- 1990: Gary Moore: Still Got the Blues
- 1990: Perfect Crime: Blond on Blonde
- 1990: Jagged Edge: You Don't Love Me
- 1990: Judas Priest: Painkiller
- 1990: Forcefield: IV: Let the Wild Run Free
- 1990: Tigertailz: Love Bomb Baby
- 1992: Cozy Powell: Let the Wild Run Free
- 1992: UFO: High Stakes and Dangerous Men
- 1992: Anthem: Domestic Booty
- 1992: Kaizoku: Kaizoku
- 1993: Brian May: Back to the Light
- 1994: Graham Bonnet: Here Comes the Night
- 1994: The Kick: Tough Trip Thru Paradise
- 1994: Katrina and the Waves: Turnaround
- 1997: Quatermass II: Long Road
- 1997: Glenn Tipton: Baptizm of Fire
- 1998: Colin Blunstone: The Light
- 1998: Crossbones: Crossbones
- 1998: The Cage: The Cage
- 1998: Olaf Lenk: Sunset Cruise
- 1998: Eddie Hardin: Wind in the Willows (live)
- 1998: The Snakes: Live in Europe
- 1999: Millennium: Millennium
- 2000: Micky Moody: I Eat Them for Breakfast
- 2000: Silver: Silver
- 2000: Uli Jon Roth: Transcendental Sky Guitar
- 2000: Olaf Lenk’s F.O.O.D.: Fun Stuff
- 2000: Ten: Babylon AD
- 2000: Company of Snakes: Burst The Bubble
- 2001: Mario Fasciano: E-Thnic
- 2001: Judas Priest: Demolition
- 2001: Silver: Dream Machines
- 2001: Rolf Munkes' Empire: Hypnotica
- 2001: Company of Snakes: Here They Go Again
- 2002: Metalium: Hero Nation Chapter Three
- 2002: Bernie Marsden: Big Boy Blue
- 2002: Bruce Dickinson: Tattooed Millionaire
- 2002: Rolf Munkes' Empire: Trading Souls
- 2003: Deep Purple: Bananas
- 2003: Living Loud: Living Loud
- 2003: Silver: Intruder
- 2005: Deep Purple: Rapture of the Deep
- 2006: Gary Moore: Old New Ballads Blues
- 2008: Don Airey: A Light in the Sky
- 2008: Michael Schenker Group: In the Midst of Beauty
- 2011: Saxon: Call to Arms
- 2011: Michael Schenker: Temple of Rock
- 2011: Don Airey: All Out
- 2013: Deep Purple: Now What?!
- 2014: Don Airey: Keyed Up
- 2017: Deep Purple: Infinite
- 2018: Don Airey: One of a Kind
- 2019: Ian Gillan with the Don Airey Band and Orchestra: Contractual Obligations #2
- 2020: Deep Purple: Whoosh!
- 2021: Deep Purple: Turning to Crime
- 2024: Deep Purple: =1
- 2025: Don Airey: Pushed To The Edge